# Nederland op het Junior Eurovisiesongfestival 2003
Het Junior Songfestival 2003 (in de uitzending aangeduid als Junior Eurovisie Songfestival - Nationale Finale 2003) was de eerste nationale finale van het Junior Songfestival in Nederland. Het werd gepresenteerd door Angela Groothuizen vanuit de Pepsi Stage (Amsterdam). Negen kandidaten waren geselecteerd.
De eerste editie werd gewonnen door Roel Felius, die met zijn nummer "Mijn ogen zeggen alles" de vakjury en de televoters het meest overtuigde.

## Uitslag
| Plaats | Artiest         | Titel                     | Punten |
| ------ | --------------- | ------------------------- | ------ |
| 1      | Roel Felius     | Mijn ogen zeggen alles    | 118    |
| 2      | Valerie         | Leef je droom             | 96     |
| 3      | Tom             | Dansen in de lucht        | 91     |
| 4      | Hedwig          | Verliefd                  | 84     |
| 5      | Jasmine         | Mijn radio                | 44     |
| 6      | Aylin & Remi    | Weet waaraan je begint    | 34     |
| 7      | Tessa & Marloes | Ik had het bijna gevraagd | 29     |
| 8      | Aisa            | Duizend Dromen            | 23     |
| 9      | Claire & Manouk | Verliefd op een jongen    | 20     |

## In Kopenhagen

### Gekregen punten
| 12 punten | 10 punten | 8 punten | 7 punten                                      | 6 punten      |
| --------- | --------- | -------- | --------------------------------------------- | ------------- |
| - België  |           |          |                                               |               |
| 5 punten  | 4 punten  | 3 punten | 2 punten                                      | 1 punt        |
|           | - Spanje  |          | - Denemarken - Roemenië - Verenigd Koninkrijk | - Griekenland |

2003 · 2004 · 2005 · 2006 · 2007 · 2008 · 2009 · 2010 · 2011 · 2012 · 2013 · 2014 · 2015 · 2016 · 2017 · 2018 · 2019 · 2020 · 2021 · 2022 · 2023 · 2024
België · Cyprus · Denemarken · Griekenland · Kroatië · Letland · Macedonië · Malta · Nederland · Noorwegen · Polen · Roemenië · Spanje · Verenigd Koninkrijk · Wit-Rusland · Zweden